# Oliver Clay
Oliver Clay (* 28. August 1987 in Berlin) ist ein deutscher Basketballspieler.

## Karriere
Clay entstammt der Jugendarbeit des ehemaligen Zweitligisten BG Zehlendorf. 2006 wechselte er in das gemeinsame Nachwuchsprogramm von Erstligist Alba Berlin und dem TuS Lichterfelde. Für den TuSLi spielte er daraufhin in der zweiten Liga und für Alba in der Nachwuchs-Basketball-Bundesliga. In der folgenden Saison 2007/08 stieg der TuSLi aus der neu geschaffenen ProB ab und Clay, der dem NBBL-Team altersmäßig entwachsen war, wechselte in die zweite Mannschaft Albas in der Regionalliga. In den folgenden beiden Spielzeiten gehörte er auch dem Kader der ersten Mannschaft Albas in der BBL an, wurde aber in keinem Meisterschaftsspiel eingesetzt. 2010 stieg er mit Albas zweiter Mannschaft von der Regionalliga in die ProB auf.
Sein ehemaliger NBBL-Trainer Henrik Rödl übernahm zur BBL-Saison 2010/11 das Traineramt bei der TBB in Trier und holte seinen ehemaligen Schützling Clay mit in das Trierer Bundesligateam. Bei der TBB wurde er dann auch regelmäßig in der BBL eingesetzt. Zur BBL-Saison 2011/12 suchte Clay eine neue Herausforderung beim Erstliga-Aufsteiger s.Oliver Baskets aus Würzburg. Nachdem man in der ersten Spielzeit gleich den Sprung in die Play-offs um die Meisterschaft schaffte, in denen man in der ersten Runde seinen ehemaligen Verein ALBA ausschalten konnte und erst im Halbfinale ausschied, gelang eine Spielzeit später in der Basketball-Bundesliga 2012/13 nicht mehr der Einzug in die Runde der besten acht Mannschaften. Für die Spielzeit 2013/14 unterschrieb Clay einen Vertrag beim Vorjahresaufsteiger MBC aus Weißenfels.
Nach Ablauf seines Vertrages in Weißenfels wechselte Clay zu Science City Jena in die 2. Bundesliga ProA. In der Saison 2015/16 stieg er mit Jena als ProA-Meister in die Bundesliga auf. Zu diesem Erfolg trug er in 38 Einsätzen durchschnittlich sieben Punkte und 5,1 Rebounds pro Spiel bei. In der Bundesliga stand Clay noch zwei Jahre für die Thüringer auf dem Feld, ehe er im Juni 2018 vom ProA-Neuling Rostock Seawolves verpflichtet wurde. In der Sommerpause 2019 wurde sein Zweijahresvertrag mit den Mecklenburgern aufgelöst, nachdem er die Erwartungen der Mannschaftsverantwortlichen in Rostock nur zum Teil hatte erfüllen können. Clay kam in 27 Hauptrundeneinsätzen für die Mannschaft auf 5,3 Punkte sowie 4,3 Rebounds je Spiel. Anfang August 2019 wurde er vom Erstligaabsteiger Eisbären Bremerhaven als Neuzugang vermeldet. Die Zweitligasaison wurde Mitte März 2020 wegen der Ausbreitung des Coronavirus SARS-CoV-2 vorzeitig beendet. Clay hatte zu diesem Zeitpunkt mit den Eisbären den zweiten Tabellenrang inne, deshalb erhielt man das sportliche Aufstiegsrecht in die Bundesliga zugesprochen. Er erzielte im Saisonverlauf im Schnitt 5,2 Punkte sowie 4,5 Rebounds für die Eisbären.
In der Sommerpause 2020 wurde er vom Regionalligisten SBB Baskets Wolmirstedt verpflichtet. Aufgrund der Unterbrechung der Regionalliga-Saison wegen der Covid-19-Pandemie musste er mit Wolmirstedt monatelang aussetzen, Ende Januar 2021 wurde sein Wechsel zusammen mit drei Mannschaftskollegen zur SG Lützel-Post Koblenz in die 2. Bundesliga ProB vermeldet. Clay konnte den Wechsel allerdings letztlich aufgrund einer beginnenden Ausbildung bei der Polizei nicht vollziehen.

## Privates
Clay ist Vater einer Tochter (* 2018).